# Deinocroton draculi
Deinocroton draculi — викопний вид кліщів з монотипної родини Deinocrotonidae ряду Ixodida, що існував у крейдовому періоді. Ендопаразит динозаврів. Кліщ виявлений та описаний у 2017 році з бірманського бурштину. У бурштині збереглася пір'їна дрібного динозавра, на якій дослідники виявили новий вид кліща. Всього знайдено чотири представники виду завдовжки 4-8 мм. Разом з кліщами у бурштині знайдено личинку жука з сучасної родини Dermestidae.

## Етимологія
Родова назва Deinocroton перекладається з грецької мови як «страшний кліщ». Видова назва draculi дана на честь графа Дракули — вампіра, персонажа однойменного роману Брема Стокера.